# Leucothyreus pereirai
Leucothyreus pereirai är en skalbaggsart som beskrevs av Martinez 1964. Leucothyreus pereirai ingår i släktet Leucothyreus och familjen Rutelidae. Inga underarter finns listade i Catalogue of Life.